# ナショナルフーズ (岡山県)
株式会社ナショナルフーズ（英: National Foods Co.,Ltd.）は、岡山県倉敷市に本社を置く焼肉店チェーン。焼肉店「どんどん亭」などを展開する。

## 沿革
- 1971年（昭和46年） - 個人創業
- 1976年（昭和51年）7月 - 法人化。「焼肉どんどん亭」一号店（倉敷水島店）を開店
- 2001年（平成13年） - 炭火焼肉「ゑび寿（えびす）」を開店

## 店舗
倉敷市
倉敷加須山店 - 倉敷市加須山245-1
倉敷中島店 - 倉敷市中島830-1
倉敷水島店 - 倉敷市連島中央1-11-1
倉敷北畝店 - 倉敷市北畝6-1-58
岡山市
岡山福成店 - 岡山市南区福成3丁目5-14
岡山さい（穝）店 - 岡山市中区さい82-1
江崎店 - 岡山市中区江崎147-6 （「ゑび寿」から「焼肉どんどん亭」に転換）
総社市
総社店 - 総社市中央3-15-108
広島県福山市
福山蔵王店 - 福山市南蔵王町5-18-38
福山松永店 - 福山市松永町5-5-12